# Honda RA107
La Honda RA107 è una monoposto di Formula 1 realizzata dalla Honda per gareggiare nel campionato mondiale di Formula 1 2007. Pilotata da Jenson Button e Rubens Barrichello si rivelò poco competitiva, permettendo alla squadra di ottenere sei punti.
Caratteristica principale della vettura fu la cosiddetta earth livery, rappresentante una foto della Terra dallo spazio, che le fece assumere quindi il soprannome di monoposto  "ecologica": tale scelta grafica fu dovuta alla mancanza di uno sponsor principale, stante il sopravvenuto disimpegno della Lucky Strike, sicché la scuderia nipponica decise di correre, per la prima volta dal 1968, con una livrea priva di marchi pubblicitari.

## Presentazione
La RA107, originariamente, doveva essere presentata il 25 gennaio sul Circuito di Catalogna, ma il lancio fu posticipato al 26 febbraio a Londra.
Alla presentazione, svoltasi al museo di storia naturale, parteciparono molte aziende interessate alla sponsorizzazione, come Fila, IBM, Instron, Oliver Sweeney, Perkin Elmer, Showa Denko, TÜV e GF Agie Charmilles.

## Carriera agonistica
La stagione 2007 si rivelò per la scuderia nipponica una grande delusione. Dopo un inizio deludente i primi punti arrivarono al GP di Francia ad opera di Button. Proprio per l'appuntamento in terra francese la scuderia aveva portato numerose novità aerodinamiche. Nelle successive gare, però, i risultati rimasero deludenti. Il miglior piazzamento arrivò con un quinto posto (sempre di Button) al Gran Premio di Cina. La squadra concluse il campionato all'ottavo posto, con sei punti conquistati, davanti a Super Aguri e Spyker.

## Piloti
| Piloti ufficiali       | Piloti ufficiali   | Piloti ufficiali |
| Nazione                | Nome               | Numero           |
| ---------------------- | ------------------ | ---------------- |
| Regno Unito (bandiera) | Jenson Button      | 7                |
| Brasile (bandiera)     | Rubens Barrichello | 8                |
| Collaudatori           |                    |                  |
| Nazione                | Nome               | Numero           |
| Austria (bandiera)     | Christian Klien    | 34               |
| Regno Unito (bandiera) | Mike Conway        | 34               |

## Risultati in Formula 1
| Anno | Team  | Motore | Gomme | Piloti      |    |    |     |    |    |     |     |    |    |     |     |    |    |     |    |    |     | Punti | Pos. |
| ---- | ----- | ------ | ----- | ----------- | -- | -- | --- | -- | -- | --- | --- | -- | -- | --- | --- | -- | -- | --- | -- | -- | --- | ----- | ---- |
| 2007 | Honda | Honda  | B     | Button      | 15 | 12 | Rit | 12 | 11 | Rit | 12  | 8  | 10 | Rit | Rit | 13 | 8  | Rit | 11 | 5  | Rit | 6     | 8º   |
| 2007 | Honda | Honda  | B     | Barrichello | 11 | 11 | 13  | 10 | 10 | 12  | Rit | 11 | 9  | 11  | 18  | 17 | 10 | 13  | 10 | 15 | Rit | 6     | 8º   |

| Legenda | 1º posto     | 2º posto | 3º posto    | A punti         | Senza punti/Non class.  | Grassetto – Pole position Corsivo – Giro più veloce |
| Legenda | Squalificato | Ritirato | Non partito | Non qualificato | Solo prove/Terzo pilota | Grassetto – Pole position Corsivo – Giro più veloce |